# Lü Bicheng

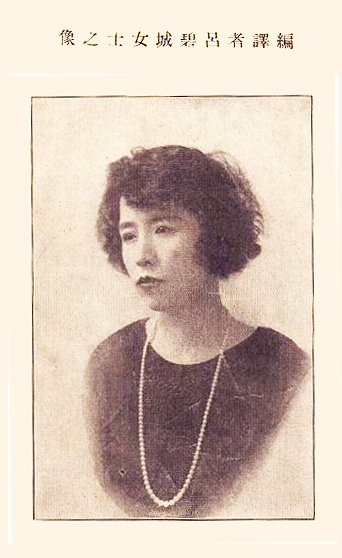
Lü Bicheng

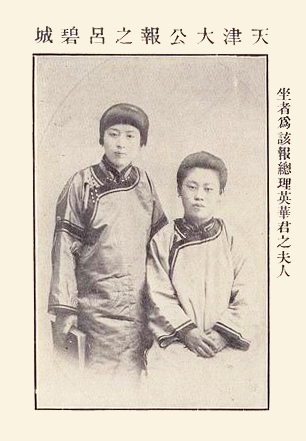
Lü Bicheng bei der Ta Kung Pao in Tianjin

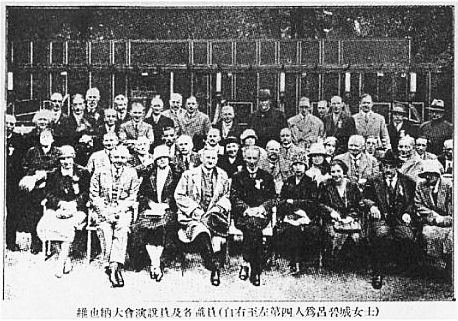
Lü Bicheng beim Tierschutzkongress in Wien

Lü Bicheng (chinesisch 呂碧城 / 吕碧城, Pinyin Lǚ Bì chéng; * 1883 in Jingde, Provinz Anhui, Kaiserreich China; † 1943 in Hongkong) war eine bedeutende Schriftstellerin und Pädagogin des modernen Chinas, die sich für Frauenrechte und Frauenbildung und für den Tierschutz engagierte.

## Herkunft und Jugend
Lü Bichengs Vater, Lü Fengqi, war ein hoher Schulbeamter in der Provinz Shanxi. Sie war die jüngste von drei Schwestern. Nach dem Tode ihres Vaters wurde ihre Mutter während eines Raubüberfalles entführt. Diese Umstände führten zur Auflösung von Lü Bichengs Eheversprechen seitens der Familie ihres Verlobten. Sie blieb zeit ihres Lebens ledig.

## Wirken
1903 traf sie Ying Lianzhi, den Gründer der Ta Kung Pao, der von ihrem literarischen Talent beeindruckt war und sie als Redakteurin bei seiner Zeitung einstellte. Lü Bicheng wurde damit zur ersten weiblichen Journalistin in der Geschichte Chinas. 1904 traf sie dort auf die Revolutionärin Qiu Jin, die, im Gegensatz zu Lü Bicheng, bereit war, die mandschurische Qing-Dynastie auch im offenen Aufstand zu stürzen. Lü Bicheng verfasste aber Artikel für das am 14. Januar 1907 von Qiu Jin in Shanghai gegründete Magazin Chinesische Frauenzeitschrift (中國女報).
1904 übernahm sie eine Stelle an einer der ersten Mädchenschulen in der Region Beiyang, der Beiyang Women’s Public School (北洋女子公學), zunächst als Lehrerin, dann als deren Leiterin. Yuan Shikai, der seit 1902 Minister für die Region Beiyang war, hatte Gelder für den Aufbau von Schulen für Mädchen und Frauen bewilligt, so auch für die Beiyang Women’s Normal School (北洋女師範學堂) (auch Zhili First Women’s Normal School), deren Ziel es war, Lehrerinnen auszubilden. Lü Bicheng nahm an der feierlichen Eröffnung der von Fu Zengxiang gegründeten Beiyang Women’s Normal School teil, deren Entwicklung sie begleiten sollte. Eine Schülerin dieser Schule war Deng Yingchao, die zukünftige Gattin Zhou Enlais, die später eine aktive politische Rolle in der Volksrepublik China spielen sollte. 1907 wurden beide Schulen zusammengelegt.
Nach Gründung der Republik China und der Ernennung Yuan Shikais zum Präsidenten, arbeitete Lü Bicheng von 1912 bis 1915 im Sekretariat seiner Regierung. Im Anschluss ging sie nach Shanghai, wo sie als Händlerin reich wurde.
1918 begann sie ein Studium der Literatur und Kunst an der Columbia University, New York. 1922 kehrte sie nach China zurück.
Von 1926 bis 1933 bereiste Lü Bicheng erneut den Westen. 1929 nahm sie am III. Internationalen Tierschutzkongress in Wien teil, auf dem sie ein generelles Tötungsverbot für Tiere forderte.
Sie lebte nach ihrer Rückkehr bis zu ihrem Tode in Hongkong, wo sie Sutren übersetzte. Lü Bicheng war bekennende Buddhistin.

## Werk
Lü Bicheng ist für ihre Ci-Gedichte berühmt u. a. in Xiao zhu ci.
Philosophische Werke:
- Hongxue yinyuan (Traces on the Snow), auch bekannt als Oumei manyou lü (Wanderings in Europe and the Americas)
- Husheng ji (The Protection of Life)
- Oumei zhi guang (The Light of Europe and the Americas).

## Verweise
Dieser Artikel enthält übersetzten Text des chinesischsprachigen Wikipedia-Artikels (zum Zeitpunkt 6. Januar 2010), der der GNU-Lizenz für freie Dokumentation unterliegt.
1. ↑  Marc Nürnberger; Sanfte und mächtige Frauen aus China; Elisabeth Sandmann Verlag
2. ↑  Marc Nürnberger; Sanfte und mächtige Frauen aus China; Elisabeth Sandmann Verlag
3. ↑  Lily Xiao Hong Lee, A.D. Stefanowska; Biographical dictionary of Chinese Women : the Qing Period, 1644–1911; M. E. Sharpe, Inc
4. ↑  Glen Peterson, Ruth Hayhoe, Yongling Lu; Education, culture, and identity in the twentieth-century China; The University of Michigan Press
5. ↑  Lily Xiao Hong Lee, A.D. Stefanowska; Biographical dictionary of Chinese Women : the Qing Period, 1644–1911; M. E. Sharpe, Inc
6. ↑  Marc Nürnberger; Sanfte und mächtige Frauen aus China; Elisabeth Sandmann Verlag